# Rinka Duijndam
Rinka Duijndam (* 6. August 1997 in Wateringen, Niederlande) ist eine niederländische Handballspielerin, die für den französischen Erstligisten Chambray Touraine Handball aufläuft.

## Karriere

### Im Verein
Duijndam spielte anfangs beim niederländischen Verein Velo. Nachdem Duijndam anschließend für den niederländischen Erstligisten HV Quintus aufgelaufen war, schloss sie sich im Sommer 2016 dem deutschen Bundesligisten HSG Bad Wildungen an. Zwei Jahre später wechselte die Torhüterin zum Ligakonkurrenten Borussia Dortmund. Mit Dortmund gewann sie 2021 die deutsche Meisterschaft. In der Saison 2021/22 lief sie anfangs für den Bundesligisten Thüringer HC auf. Ab Februar 2022 legte sie eine Pause ein. Ab dem Sommer 2022 stand sie beim norwegischen Erstligisten Sola HK unter Vertrag. Zur Saison 2023/24 schloss sie sich dem ungarischen Erstligisten Győri ETO KC an. Mit Győri ETO KC gewann sie 2024 die EHF Champions League. Im Sommer 2024 wechselte sie zum rumänischen Erstligisten Rapid Bukarest. Seit der Saison 2025/26 steht sie beim französischen Erstligisten Chambray Touraine Handball unter Vertrag.

### In Auswahlmannschaften
Duijndam lief für die niederländische Jugend- sowie für die Juniorinnennationalmannschaft auf. Mittlerweile gehört sie dem Kader der niederländischen A-Nationalmannschaft an. Mit der niederländischen Auswahl gewann sie die Bronzemedaille bei der Europameisterschaft 2018. Sie wurde in fünf Partien eingesetzt und hielt im Turnierverlauf 31 % der Würfe. Bei der Weltmeisterschaft 2019 gewann sie den WM-Titel. Im Finale, das die Niederlande mit 30:29 gegen Spanien gewann, parierte sie einen Siebenmeter. Mit der niederländischen Auswahl nahm sie an den Olympischen Spielen in Tokio teil. Bei der Weltmeisterschaft 2023 parierte sie 38 % der gegnerischen Würfe und schloss das Turnier mit den Niederlanden auf dem fünften Platz ab.